# Ganstrekken

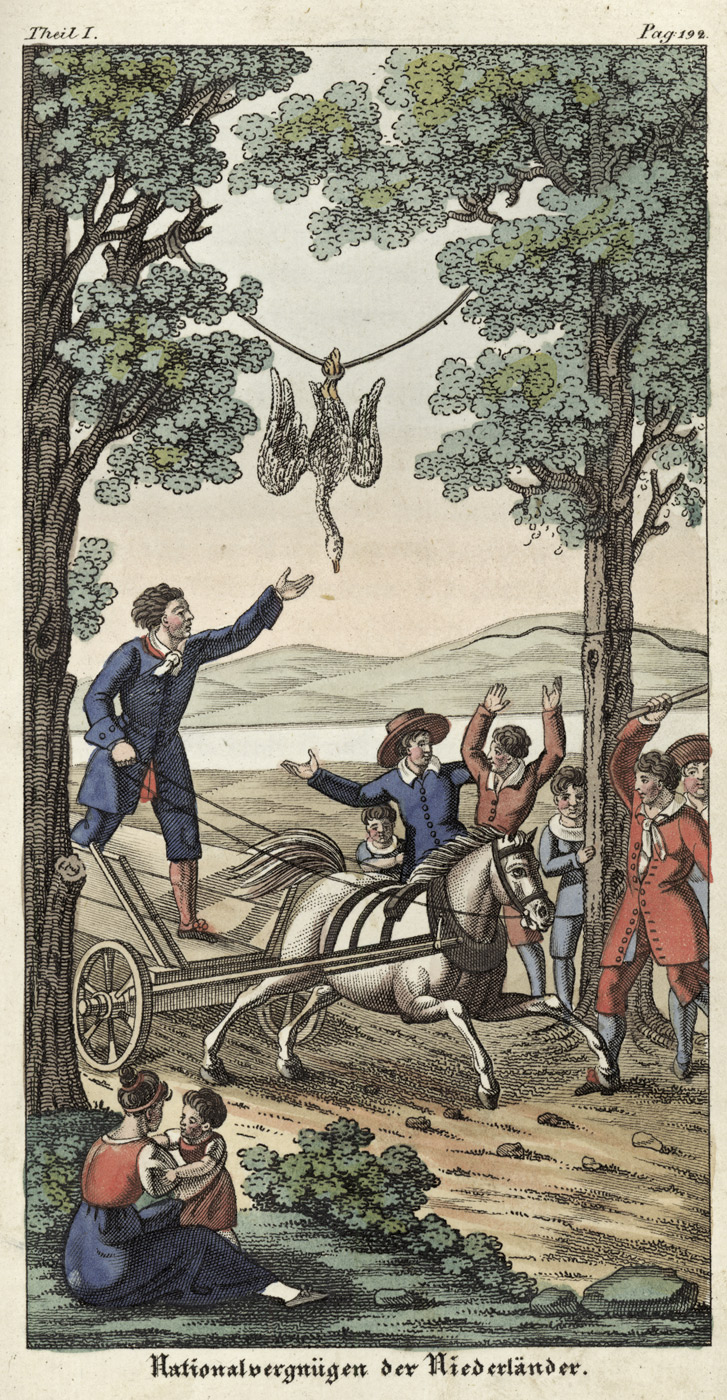
Afbeelding uit Europa's Länder und Völker. Ein lehrreiches Unterhaltungsbuch für die gebildete Jugend, 1822

Het ganstrekken (Limburgs: gawstrèkke) is in Nederland en België een spel ter volksvermaak.
Het ganstrekken behoort tot de vroegmiddeleeuwse kwelspelen met dieren die toen wijdverbreid waren over het platteland in Noordwest-Europa. Deze spelen komen in diverse vormen voor. Aan het begin van de 21ste eeuw gaat het in Nederland en België om het gansrijden te paard. In Noord-Nederland was het evenwel de gewoonte om met een roeiboot onder de gans door te varen en zo proberen de kop eraf te trekken. Europeanen hebben deze traditie meegenomen naar Noord- en Zuid-Amerika. In de middeleeuwen ging het er nogal ruw aan toe en gebruikte men een levende gans. In de huidige tijd is er van dierenmishandeling en ruwe zeden minder sprake door de overgang op een dode gans. De vroegmiddeleeuwse tradities van het ganstrekken zijn onafhankelijk van elkaar in vrijwel identieke vorm in diverse landen ter wereld behouden gebleven.
Bij een rijke dame of heer werd de gans vervangen door een zwaan.
Het hoofddoel van elk spel bestaat steeds uit het scheiden of verwijderen van de kop van het ganzenlijf, terwijl dit aan een losse koord of aan een galg opgehangen was. Met de jaren wijzigde men de manier waarop het spel uitgevoerd werd, onder andere omdat normen en waarden omtrent kwelspelen met dieren veranderden. Zo bestond er vroeger een spel waarbij al lopend of stappend de kop van een levende opgehangen gans trachtte af te trekken. Soms werd dan de kop en de nek ingesmeerd met vet of olie om de gans glibberig te maken. Om het gansrijden carnavalesk en kleurig te houden werd een aangepaste kledij bedacht. Men koos hiervoor een gele jas, afgewerkt met groen. Het geel stond voor de komende jonge lente, terwijl het groen de kleur was van het jong gewas.
Tegen het midden van de 19e eeuw kwamen er meer en meer protesten tegen het kwelspel. Dat niet iedereen het spel als vermaak zag, werd duidelijk toen in 1876 de Amsterdamse kermis werd afgeschaft, wat leidde tot een kermisoproer. Hiermee was het spel in Nederland nagenoeg afgelopen.

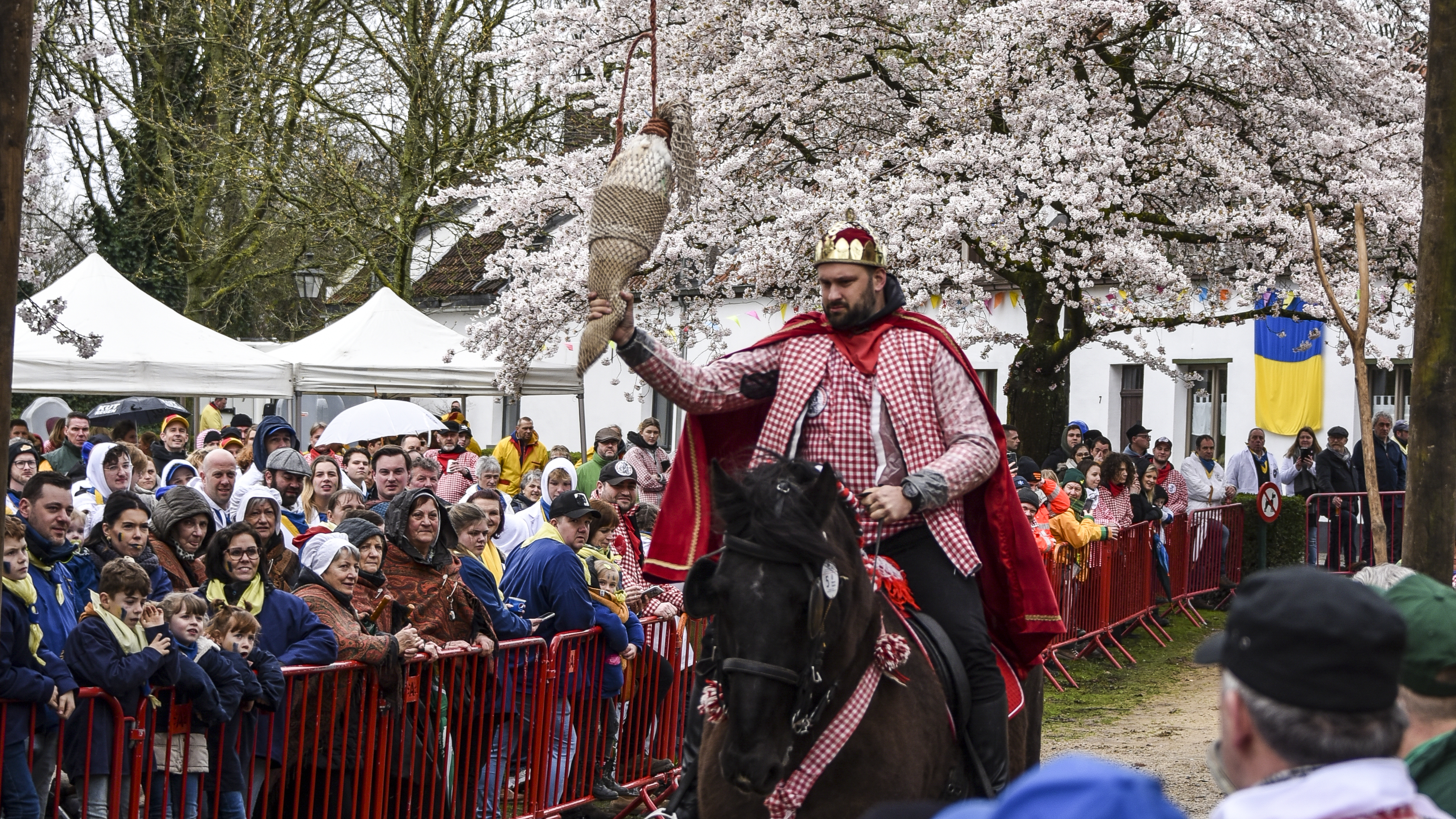
Ganstrekken in Lillo

Een op ganstrekken lijkend volksvermaak was het palingtrekken, dat door de Nederlandse overheid eveneens verboden werd eind 19e eeuw. In 1886 was het beletten van een wedstrijd palingtrekken eveneens de aanleiding voor een oproer: het palingoproer.

## Ganstrekken in Nederland

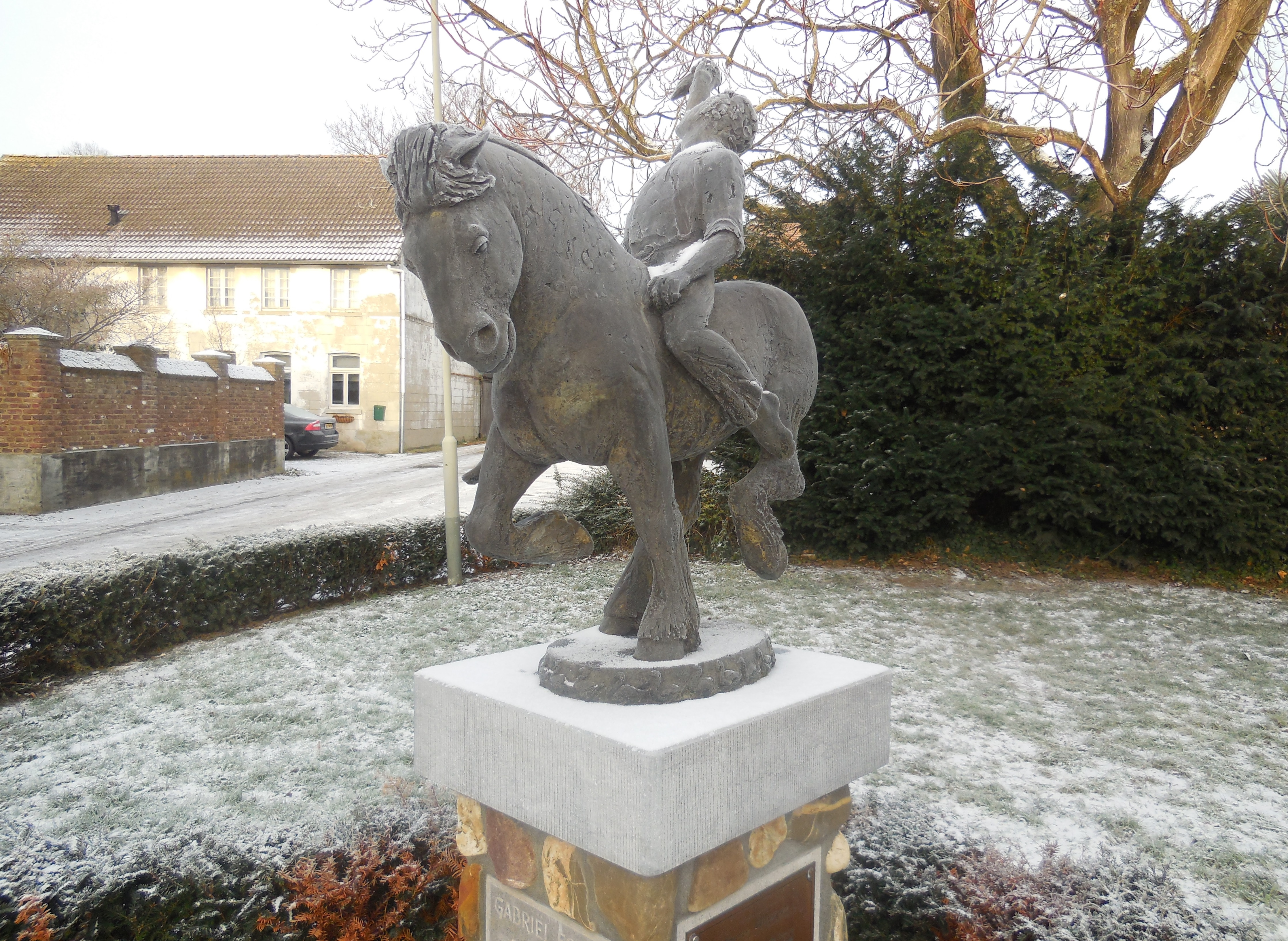
Standbeeld Ganstrekken in Grevenbicht.

In Nederland wordt het ganstrekken enkel nog in het Zuid-Limburgse Grevenbicht gehouden, op carnavalsdinsdag (Limburgs: Vastelaovesdeensdig). Ganstrekken is een ritueel volksfeest waarbij ruiters een vooraf gedode en geprepareerde gans proberen te onthoofden, die boven de weg aan de poten is opgehangen. In 2011 deed de Partij voor de Dieren aangifte van dierenmishandeling. In 2019 werd het ganstrekken met een echte gans afgeschaft en vervangen door een kunstgans.

## Gansrijden in België

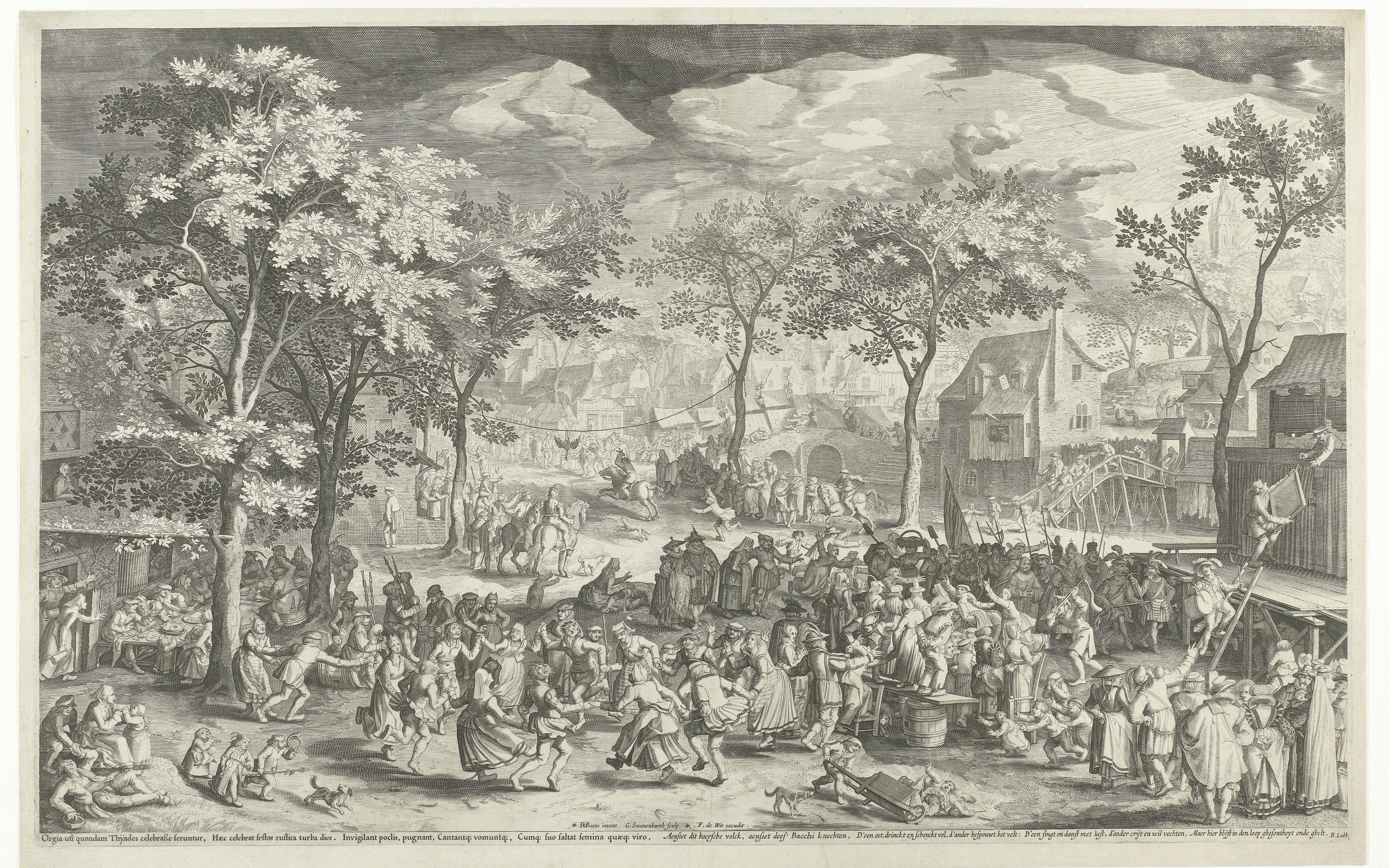
Dorpskermis in de toenmalige zuidelijke Nederlanden, ca. 1610, met op de achtergrond een wedstrijd gansrijden.

In enkele polderdorpen ten noorden van Antwerpen (Ekeren, Hoevenen, Stabroek, Berendrecht, Zandvliet en Lillo) vindt in de periode van carnaval tot en met halfvasten het zogenaamde ganzenrijdersspel plaats. 
Momenteel zijn er tien actieve ganzenrijders verenigingen. Stabroek, Hoevenen, Lillo en Ekeren tellen elk één vereniging, in Zandvliet zijn er twee en Berendrecht telt er zelfs drie. Er is één overkoepelende vereniging voor vrouwen. In elk dorp vindt eerst het koningsrijden plaats waarbij de winnaar de 'koning' van hun vereniging wordt.
Ieder jaar organiseert de 'Verenigde Gansrijders van de Antwerpse Polders' nadien het keizerrijden. Tijdens het keizerrijden stuurt elk dorp enkele afgevaardigde ruiters (huidige en vorige koningen) die tegen elkaar strijden voor de keizerstitel. Het dorp van de nieuwe keizer krijgt de eer om het jaar erop het keizerrijden te organiseren.
In Stabroek, Zandvliet en Berendrecht vindt het koningsrijden telkens in het weekend voor carnaval plaats. Een uitzondering hierop is De Oude Gans uit Berendrecht, hun koning wordt pas de zondag voor halfvasten bekend. In Ekeren en Lillo rijden de ruiters op carnaval uit en in Hoevenen wordt er dan weer op halfvasten gereden. Het keizerrijden valt altijd op de eerste zondag na halfvasten.
De Vrije Gans is de enige ganzenrijdersvereniging voor vrouwen. Hun koningin wordt steeds in de lente gekroond. Ze rijden niet mee met het keizerrijden.
| Dorp          | Naam                                           | Koningsrijden             |
| ------------- | ---------------------------------------------- | ------------------------- |
| Zandvliet     | Veteranen                                      | de zaterdag voor carnaval |
| Berendrecht   | Lollemannen (onderdeel van De Nieuwe Gans)     | de zaterdag voor carnaval |
| Berendrecht   | De Nieuwe Gans                                 | de zondag voor carnaval   |
| Zandvliet     | Jonge Ruiters                                  | de zondag voor carnaval   |
| Stabroek      | Koninklijke Ganzenrijders Stabroek             | de zondag voor carnaval   |
| Ekeren        | De Lustige Gans                                | op carnaval               |
| Lillo         | De Ware Gans                                   | op carnaval               |
| Berendrecht   | De Oude Gans                                   | de zondag voor halfvasten |
| Hoevenen      | Koninklijke Ganzenrijdersmaatschappij Hoevenen | op halfvasten             |
| Overkoepelend | De Vrije Gans                                  | na pasen                  |